# Enzo Consoli
Enzo Consoli, all'anagrafe Vincenzo Benito Consoli (Catania, 19 luglio 1939 – Roma, 15 febbraio 2007), è stato un attore, doppiatore, scrittore, drammaturgo e regista teatrale italiano.

## Biografia

### Gli inizi
Figlio di Albino Consoli Bruno, originario di Catania, e di Epifania Fannì Passamonte Scardulla, originaria di Sperlinga in provincia di Enna. Dopo un precoce esordio come attore bambino sui palcoscenici teatrali locali, è l'incontro con l'attore Turi Ferro a dare una svolta alla sua carriera: saranno i suoi insegnamenti a fare del giovane Consoli un attore professionista.
Parallelamente, nella Catania degli anni cinquanta, l'attività del giovane attore spazia nel campo dello spettacolo dall'avanspettacolo al cabaret, in compagnia soprattutto degli amici Pippo Baudo e Tuccio Musumeci.
In particolare nel 1956 Consoli inizia a farsi notare anche oltre i confini isolani, grazie ad una tournée nazionale con tappe a Bari, Bologna, Firenze, Genova, Napoli e Salerno della Compagnia dei Berretti a sonagli formata, sotto l'impulso di Ferro, tra gli studenti universitari della città etnea.
In quegli anni, dopo i pionieristici esordi nella piccola sala del Teatro Angelo Musco con 250 posti, sorgerà, grazie al sacrificio economico del notaio Musumeci, il primo Teatro stabile a sud di Roma, quello di Catania, figlio artistico del Ferro.
Così sotto la guida di quest'ultimo, un gruppo d'eccellenti attori - come Michele Abruzzo, Ida Carrara, Tuccio Musumeci, Pippo Pattavina, Umberto Spadaro e Maria Tolu - consente a Consoli di migliorare il suo talento artistico ed, al contempo, di affinare la sua sensibilità autoriale.

### Il trasferimento a Roma
Alla fine degli anni cinquanta, mentre frequenta l'Università di Catania, Consoli è assunto come impiegato presso l'ufficio del Catasto etneo. In quegli anni inizia a collaborare con la sede siciliana della RAI in qualità d'intrattenitore nel programma radiofonico "Il fico d'india", insieme a Tony Cucchiara e Pippo Baudo.
Nel 1961 vince una borsa di studio presso il Centro Sperimentale di Cinematografia di Roma. Abbandona quindi sia il posto alla Regione sia l'Università degli Studi di Catania, per trasferirsi a Roma, dove incontra maestri, diplomati, studenti e colleghi di corso poi divenuti celebri come Silvano Agosti, Marco Bellocchio, Liliana Cavani, Néstor Almendros, Claudia Cardinale e molti altri.
Diplomatosi nel 1963, per poter sbarcare il lunario muove i primi passi nell'industria del doppiaggio che gli consentirà poi di diventarne un importante rappresentante, dapprima come doppiatore e successivamente come direttore di doppiaggio, adattatore (con oltre 100 film), socio e consigliere di amministrazione della NCD.

### Il teatro come attore e regista
La carriera artistica di Enzo Consoli - che si declina ancora prevalentemente nel mondo del teatro - dopo l'esperienza siciliana, continua a Roma, Milano, Genova e, successivamente, in Francia, Svizzera e particolarmente in Germania Est.
Alla fine degli anni sessanta, infatti, inizia a collaborare con Orazio Costa Giovangigli presso il Teatro Romeo, per poi seguirlo al Piccolo Teatro di Milano e al Teatro Stabile di Genova. A quest'epoca risalgono le molte registrazioni per la RAI di opere teatrali che lo vedono protagonista o antagonista tra cui, nel 1965, Assassinio nella Cattedrale di Thomas Stearnes Eliot.
Viene poi chiamato da Luca Ronconi ne i Lunatici e ne l'Orlando furioso che ne decretano un popolare successo.
Inizia quindi la collaborazione col regista svizzero Benno Besson il cui nome rimane legato all'allestimento delle opere del suo riconosciuto maestro Bertolt Brecht.
L'esordio di Consoli, con la regia di Besson sarà ne l'Edipo tiranno di Sofocle.
A Berlino, poi, Consoli inizia a collaborare, nella Margarethe di Peter Hax, con Besson, nella regia, attività che gradualmente affianca a quella d'interprete, almeno fino a quando non sceglierà di dedicarsi definitivamente alle sue vere passioni: la scrittura, la letteratura e la drammaturgia.

### Il cinema e la televisione
Nel cinema - che, al pari della televisione occuperà un posto secondario nella carriera di Consoli - lavora in oltre trenta film, tra cui molti film commerciali e qualche film più importante. Esordisce poco più che ventenne come attore non protagonista ne Il bell'Antonio 1960, di Mauro Bolognini.
Tra i suoi film: La sposa bella (1960), di Nunnally Johnson e Mario Russo, Divorzio all'italiana (1961), di Pietro Germi e Il Gattopardo (1963), di Luchino Visconti.
In televisione Consoli partecipa per la Rai, in ruoli perlopiù minori, a molti sceneggiati a partire dal 1964 con Le inchieste del Commissario Maigret con Gino Cervi e la regia di Mario Landi, seguono quindi Tenente Sheridan: Recita a soggetto (1967), Qui squadra mobile (1974) e Tecnica di un colpo di stato: la marcia su Roma (1978).
Sin dall'epoca di Carosello e fino alla metà degli anni ottanta, Consoli ha partecipato come attore, copywriter e/o regista, a numerosi spot.

### Il doppiaggio
Nella sua lunga carriera ha doppiato molti grandi attori stranieri: DeForest Kelley nella serie classica di Star Trek, Ken Swofford e Carmine Caridi in Saranno famosi, Bill Cosby in The Bill Cosby Show, Don in Jeeg Robot d'acciaio, Scooby Doo, Atlas UFO Robot, il capitano Deis nel primo doppiaggio del Conan il ragazzo del futuro di Hayao Miyazaki e Wombo in Blinky Bill. Ma il ruolo più noto è quello dell'ispettore Koichi Zenigata (passato poi a Rodolfo Bianchi) nella prima e terza serie dedicata ad Arsenio Lupin III (nonché in svariati film d'animazione e special TV dedicati al personaggio), che nell'arco di quasi trent'anni doppierà più volte.
Altri ruoli importanti sono quelli del doppiaggio di Tom Selleck in Coma profondo e Robert Urich in Una 44 Magnum per l'ispettore Callaghan.

### Opere letterarie e drammaturgiche
Malgrado fosse una passione che Consoli coltivava - sull'esempio del padre, Albino, e del fratello, l'avvocato Vittorio - da molti anni, è grazie all'impulso della moglie che, a partire dagli anni ottanta - dopo aver diradato gli impegni di attore e regista nel teatro, nel cinema, nella TV e nella pubblicità - Consoli riprenderà a dedicarsi professionalmente alla letteratura e alla drammaturgia, realizzandosi quale autore, come molti anni prima gli avevano preannunciato due grandi autori come Gabriel García Márquez, antico compagno di corso al centro sperimentale di cinematografia, ed Andrea Camilleri, regista di tante avventure televisive comuni, tra cui resta celebre il Maigret della RAI degli anni settanta.
In generale, nel campo letterario, al di là dei rari contributi dottrinari e dei saggi, soprattutto come critico pirandelliano, in qualche rivista del settore, Consoli ha pubblicato i romanzi Il giardino dei limoni blu e Scarpe di camoscio. Quest'ultima è un'opera che sconfina nella cronaca personale, raccontando in presa diretta le gesta di una generazione in cui spicca in controluce un eroe borghese e campione dei diritti civili antimafia come il giornalista e amico Pippo Fava.
Consoli ha inoltre scritto, a cavallo del nuovo millennio, altri quattro romanzi: Uova di passero, l'Assolata, Tenui legami e Filo alla gola.
Nel campo drammaturgico, ha scritto complessivamente ventuno opere teatrali, rappresentate a livello internazionale, tra cui le più note sono "Danza per musica d'organo", la cui prima si ebbe nel 2002 a Fiuggi, col contributo del drammaturgo e statista Vàclav Havel, "Igloo" (Il nido), "La prigione privata del rag. Giovanni Berti", "Il tarlo" e "All'ombra del frassino".
Ha curato l'adattamento per il teatro italiano del celebre film Quattro matrimoni e un funerale.
Negli anni ottanta l'autore, dopo molteplici vani tentativi, si rivela al pubblico e alla critica europea con la commedia Igloo (Il nido), tradotta in cinque lingue e rappresentata in vari teatri europei tra i quali, col patrocinio dell'Istituto Italiano di Cultura, il Teatro Nazionale di Praga. Di "Igloo" è stata riscritta da Consoli con Ingrid Thulin una versione per il cinema.
Tra i principali registi che hanno diretto le opere di Enzo Consoli nel mondo: Jakub Korčák, Herve Ducroux, Ingrid Thulin, Marina Francesconi, Silvio Giordano e Romano Bernardi.

### Morte
È morto a Roma il 15 febbraio 2007, all'età di 67 anni, dopo una lunga malattia.

## Doppiaggio (parziale)

### Cinema
- Tom Selleck in Coma profondo
- Frank Langella in Sfinge
- Dick Miller in Evil Toons - Non entrate in quella casa...
- Robert Urich in Una 44 Magnum per l'ispettore Callaghan
- Robin Stewart in La leggenda dei 7 vampiri d'oro

### Televisione
- Ken Swofford in Saranno famosi (st. 3), La signora in giallo (st. 7)[1]
- Bill Cosby in The Bill Cosby Show (2ª parte degli episodi)
- DeForest Kelley in Star Trek (2ª voce)
- Karl Swenson in La casa nella prateria (ep. 3x16, 4x06, 4x08, 4x10)[2]
- Carmine Caridi in Saranno famosi (st. 2)
- Barry Newman in Petrocelli
- Wayne Rogers in M*A*S*H (1ª voce)
- Peter Breck in La grande vallata
- Jason Bernard in Ma che ti passa per la testa?
- Bill Zuckert e Chuck McCann in Una ragazza molto brutta[3]
- Daniel Hugh Kelly in Chicago Story
- Greg Mullavey in Colorado
- Etienne Samson ne Il tesoro del castello senza nome

## Opere
- Il giardino dei limoni blu - Palermo, Ila Palma, 1989 riedizione Roma, Ed. Onix, 2003
- Uova di passero - Roma, Ed. Onix, 1996
- L'assolata - Roma, Ed. Onix, 1999
- Miraggi - Roma, Ed. Onix, 1999
- Filo alla gola - Roma, Ed. Onix, 2000
- Danza per musica d'organo - Roma, Ed. Onix, 2000
- Tenui legami - Roma, Ed. Onix, 2001
- L'altra metà della mela - Roma, Ed. Onix, 2001
- Scarpe di camoscio - Roma, Ed. Onix, 2004
- Epistemologia del grottesco nella drammaturgia moderna - Palermo, Ila Palma, 2004
- La prigione privata del rag. Giovanni Berti - Roma, Ed. Onix, 2003
- Quattro matrimoni e un funerale (Ad./Traduz.) - Roma, Ed. Onix, 2003
- Il tarlo - Roma, Ed. Onix, 2005
- All'ombra del frassino - Roma, Ed. Onix, 2006
- Igloo (Il nido), coautore con Ingrid Thulin - Roma, Ed. Onix, 2006